# Für den Ruhm des Geliebten
Für den Ruhm des Geliebten ist ein deutsches Stummfilmmelodram aus dem Jahre 1916 von Robert Reinert mit Maria Carmi in der Hauptrolle. An ihrer Seite spielt der junge Joseph Schildkraut eine seiner frühen Hauptrollen.

## Handlung
Die junge Marietta verdient ihren Lebensunterhalt als einfache Arbeiterin in einer Zigarettenfabrik. Eines Tages lernt sie bei Freunden den Geigenvirtuosen Rolf kennen. Man versteht sich gut, und bald erwächst aus dieser Bekanntschaft eine tief empfundene Liebe. Rolfs sehnlichster Wunsch ist es, eines Tages eine wirklich gute Geige, eine Amati, zu besitzen, mit der er sein ganzes Können entfalten kann. Da er genauso arm ist wie seine Freundin, zeigt Marietta sich bereit, sich für ihren Liebsten aufzuopfern, auf dass sich bald sein Wunschtraum erfülle. Ein gewisser Graf Guarnero stellt ihr schon seit geraumer Zeit mit seinen Liebesschwüren nach, und so willigt sie schließlich ein, seine Konkubine zu werden. Fortan muss Marietta ein Doppelleben führen, will sie einerseits Rolf den Kauf einer Amati ermöglichen, ihn andererseits durch die Beziehung mit dem ungeliebten Adeligen aber nicht verlieren.
Abend für Abend verlässt Marietta heimlich die armselige Dachstube und begibt sich in den Palazzo der Grafen, um an seiner Seite die Grande Dame zu spielen und bei gesellschaftlichen Anlässen für Glanz in der Hütte zu sorgen. Mit des Grafen Finanzen ersteht sie bei einem Antiquar tatsächlich eine echte Amati und lässt sie auf Umwegen Rolf zukommen, dem überdies mitgeteilt wird, dass er ab sofort über regelmäßige Geldbeträge verfügen werde, sodass er seine Musikstudien fortsetzen könne. Auch wenn ihr Opfer für den späteren Ruhm des Geliebten sehr groß ist, sieht Marietta mit großer Befriedigung, wie hocherfreut der ahnungslose Rolf über diese Schicksalsfügung ist. Doch lange Zeit währt dieses auf Lügen und Heimlichtuerei basierende Glück nicht. Ein dummer Zufall bringt alles an den Tag.
Auf einem Maskenball, zu dem Graf Guarnero nebst Marietta erscheinen, ist auch Rolf, der als Ersatz für einen erkrankten Kollegen hier aufspielen soll, zugegen. Er erkennt natürlich seine Marietta sofort. Diese macht sich sofort aus dem Staub und rennt zurück in die kleine Mansardenkammer, die sie mit Rolf bewohnt. Hier tauscht Marietta flugs die edle Maskenball-Robe gegen ihre schlichten Alltagskleider aus. Der Geiger folgt ihr eilends nach, um zu sehen, ob er nicht einer Sinnestäuschung erlegen ist. Er findet daheim Marietta so vor, wie er sie kennt und glaubt tatsächlich, sich auf dem Maskenball versehen zu haben. Marietta selbst weiß, dass es so nicht weitergehen kann und sucht daher anderntags den Grafen auf, um ihm zu sagen, dass sie dieses entwürdigende Schauspiel mit einer Doppelexistenz beenden werde. Der aber ist mitnichten bereit, dieses Arrangement aufzukündigen und droht Marietta, Rolf alles zu sagen. Marietta ist darüber zutiefst verzweifelt und hegt sogar Mordgedanken gegen Guarnero. Doch der Graf nimmt ihr die Entscheidung ab und erschießt sich in Gegenwart seiner Geliebten, nachdem er mit seinem Erpressungsversuch bei Marietta keinen Erfolg hatte.
Wie in Trance rennt Marietta nach Hause, um von allem Abstand zu gewinnen. Dort trifft sie auf Rolf, der ihr mit Abscheu dasjenige Kleid, das sie auf dem Maskenball getragen und das er in ihrem Schrank entdeckt hatte, entgegenhält. Wütend verlässt der Geiger das Zimmer, und Marietta bricht zusammen. Trotz der Vorkommnisse will sie weiterhin dafür sorgen, dass ihre große Liebe auch in Zukunft so versorgt ist, dass er ganz in seiner hohen Kunst aufgehen kann. Marietta geht mit all ihren verbliebenen Wertsachen, vor allem Schmuck, erneut zum Antiquar und verkauft ihren Besitz, auf dass Rolfs finanzielle Unterstützung auch weiterhin gesichert sei. In der Zwischenzeit wurde die Leiche des Grafen entdeckt und Marietta daraufhin verhaftet. Zwar stellt sich ihre Unschuld am Tode des Alten heraus, doch die ganzen Aufregungen der letzten Zeit haben Marietta körperlich wie mental schwer zugesetzt. Als der Antiquar sie in diesem Zustand sieht, erinnert er sich des Namens, an den er die erlösten Geldsummen schicken sollte und informiert Rolf über den schier endlosen Opfergang Mariettas. Sofort eilt dieser zu ihr, um fortan ganz für seine geliebte Lebensbegleiterin da zu sein. Doch Marietta hat mit dem Leben abgeschlossen und bittet ihn lediglich noch ein letztes Mal, für sie die Geige zu spielen. Mit einem Lächeln im Herzen sinkt sie angesichts Rolfs virtuoser Kunst zusammen und stirbt.

## Produktionsnotizen
Für den Ruhm des Geliebten entstand im Bioscop-Atelier in Neubabelsberg und wurde im Juli 1916 uraufgeführt. Der Vierakter besaß eine Länge von 1544 Meter.
Robert A. Dietrich gestaltete die Filmbauten. 

## Kritiken
Die Kinematographische Rundschau befand: „Ein Qualitätsbild von erschütterndster Tragik, in dem Marie Carrie [sic!] eine edle Frauengestalt verkörpert, die sich für den Ruhm des Geliebten opfert. Das hinreißende Spiel der Künstlerin bietet einen auserlesenen Genuß. (…) Angenehm überrascht auch die vielversprechende Leistung Joseph Schildkrauts., der trotz seiner großen Jugend seine Rolle mit künstlerischer Genialität zum Ausdruck bringt. Was die Inszenierung betrifft steht dieselbe auf voller Höhe.“. 
Die Neue Freie Presse schrieb: „Maria Carmi … kommt … bei ihrem neuerlichen Auftreten als eine andere – größer, reifer in ihrer Kunst – und als prädestinierte Beherrscherin des hochdramatischen Rollenfaches. (…) Maria Carmi zeichnet diese Frauengestalt … in vortrefflicher Weise.“